# Sarsielloidea
Sarsielloidea is een superfamilie van kreeftachtigen uit de klasse van de Ostracoda (mosselkreeftjes).

## Familie
- Philomedidae Müller, 1906
- Rutidermatidae Brady & Norman, 1896
- Sarsiellidae Brady & Norman, 1896